# Dubna (Soroca)
Dubna è un comune della Moldavia situato nel distretto di Soroca di 870 abitanti al censimento del 2004